# Jan Axel Blomberg
Jan Axel Blomberg pseud. Hellhammer, również von Blomberg oraz Hauptmann Hammer (ur. 2 sierpnia 1969 w Trysil) – norweski perkusista, muzyk sesyjny. Trzykrotny laureat nagrody norweskiego przemysłu fonograficznego Spellemannprisen. Znany przede wszystkim z występów w grupach muzycznych Mayhem, Arcturus, Winds, Dimmu Borgir, Age of Silence czy The Kovenant. Blomberg ponadto współpracował z takimi zespołami jak Fleurety, Immortal, Thorns, Antestor, Shining, Mezzerschmitt, Troll, Ulver, Vidsyn. Muzyk gra na talerzach perkusyjnych Paiste oraz bębnach Pearl. Używa ponadto pedałów Axis Percussion.
Jeden z ulubionych przez muzyka przepisów kulinarnych ukazał się w 2009 roku w książce Hellbent For Cooking: The Heavy Metal Cookbook (Bazillion Points, ISBN 978-0-9796163-7-2). Ponadto w książce znalazły się przepisy nadesłane przez takich muzyków jak: Marcel Schirmer (Destruction), Jeff Becerra (Possessed), John Tardy (Obituary) czy Andreas Kisser (Sepultura).
W 1988 dołączył do Mayhem po tym jak Kjetil Manheim opuścił zespół i towarzyszył zespołowi w trasie koncertowej z żyjącym jeszcze wtedy wokalistą Deadem. Został poproszony o ponowne nagranie partii basowej autorstwa Varga Vikernesa na płycie De Mysteriis Dom Sathanas na prośbę matki zamordowanego gitarzysty – Euronymousa – którego zabił nożem właśnie Varg. Jednak nie uczynił tego, ponieważ nie mógł znaleźć nikogo do tej roli i partie basowe Varga pozostały. Hellhammer wskrzesił również Mayhem z nowymi muzykami, m.in. Blasphemerem, Maniacem i Necrobutcherem (dwaj ostatni udzielali się już w zespole wcześniej).

## Dyskografia
| Mayhem - De Mysteriis Dom Sathanas (1994) - Grand Declaration of War (2000) - Chimera (2004) - Ordo Ad Chao (2007) - Esoteric Warfare (2014) Troll - The Last Predators (2000) - Universal (2001) Shining - III – Angst, Självdestruktivitetens Emissarie (2002) - Dolorian / Shining (2004) - Through Years of Oppression (2004) - The Darkroom Sessions (2004) - IV – The Eerie Cold (2005) Dimmu Borgir - Stormblåst MMV (2005) - In Sorte Diaboli (2007) Antestor - Det Tapte Liv (2004) - The Forsaken (2005) | Mezzerschmitt - Weltherrschaft (2002) Thorns - Thorns (2001) Umoral - 7" Umoral EP (2007) Carnivora - Re-Incarnal (2006) Death of Desire - ANTIhuman (2010) Jørn Lande - Worldchanger (2001) - The Gathering (2007) Vidsyn - On Frostbitten Path Beneath demo (2004) - On Frostbitten Path Beneath (2004) Gościnnie - Fleurety – Department of Apocalyptic Affairs (2000) - Ulver – Souvenirs from Hell (1997) |

## Filmografia
- Det svarte alvor (1994, film dokumentalny, reżyseria: Gunnar Grøndahl)
- Metal: A Headbanger’s Journey (2005, film dokumentalny, reżyseria: Sam Dunn, Scot McFayden)
- Until the Light Takes Us (2008, film dokumentalny, reżyseria: Aaron Aites, Audrey Ewell)[7]